# MINT-EC-Zertifikat
Das MINT-EC-Zertifikat ist eine Auszeichnung des deutschen Vereins mathematisch-naturwissenschaftlicher Excellence-Center an Schulen e.V. (kurz MINT-EC). Mit dem Zertifikat beurkundet MINT-EC herausragende Leistungen von Schülern in mathematisch-naturwissenschaftlichen Bereichen.

## Beschreibung
Das MINT-EC-Zertifikat wird Abiturienten, welche sich während ihrer gesamten Schulzeit zusätzlich zum normalen mathematisch-naturwissenschaftlichen Unterricht engagiert haben, als Auszeichnung verliehen. Schüler, die das MINT-EC-Zertifikat erwerben möchten, müssen zum einen ihre fachliche Kompetenz und ihr fachwissenschaftliches Arbeiten unter Beweis gestellt haben, zum anderen müssen sich diese durch zusätzliche außerschulische MINT-Aktivitäten aus der Masse herausgehoben haben.

## Erlangen des Zertifikats
Um das MINT-EC-Zertifikat zu erlangen, müssen verschiedene Stufen (1 bis 3) in drei verschiedenen Anforderungsfeldern erreicht werden.
Das erste Anforderungsfeld bildet die fachliche Kompetenz. Die Schüler müssen entweder zwei Leistungskurse im MINT-Bereich, oder zwei Grund- und einen Leistungskurs in diesem gewählt haben. Ist der Notendurchschnitt höher als 9 Notenpunkte, wird die geringste Stufe („mit Erfolg“) in diesem Bereich erreicht. Ab einem Durchschnitt, größer als 11 Notenpunkte, kann sogar eine höhere Stufe („mit besonderem Erfolg“) erreicht werden. Sehr gute Leistungen, bei denen der Notendurchschnitt größer als 13 Notenpunkte ist, werden mit der höchsten Stufe („mit Auszeichnung“) belohnt.
Das zweite Anforderungsfeld sind fachwissenschaftliche Arbeiten in der Sekundarstufe II. Hierbei können mit fachwissenschaftlichen Arbeiten oder besonderen Lernleistungen, je nach Notenpunkten, ebenfalls analog zum ersten Anforderungsfeld die drei verschiedenen Stufen erreicht werden. Auch lassen sich in diesem Bereich Teilnahmen am Jugend-forscht-Wettbewerb als fachwissenschaftliche Arbeit anrechnen.
Zuletzt müssen sich die Schüler im dritten Anforderungsfeld, den zusätzlichen MINT-Aktivitäten, engagieren. Hierbei können durch gesonderte Tätigkeiten sogenannte MINT-Punkte verdient werden. Ab 40 Punkten wird hierbei Stufe 1 erreicht. Die zweite Stufe kann mit 60 Punkten und die dritte mit 80 Punkten erreicht werden.
Je nach den erreichten Stufen der Anforderungsfelder wird das MINT-EC-Zertifikat, welches ebenfalls in obige drei Stufen gegliedert ist, vergeben.

## Vorteile des MINT-EC-Zertifikats
Das MINT-EC-Zertifikat bietet Hochschulen und Universitäten eine von den Schulsystemen der Bundesländer unabhängige Einordnung der Schülerleistungen.
An einigen Hochschulen können angehende Studierende beispielsweise Begünstigungen bei der Berechnung des Numerus clausus oder der Vergabe von Stipendien erhalten, wenn sie ein MINT-EC-Zertifikat vorweisen.